# Grasshopper (ракета)

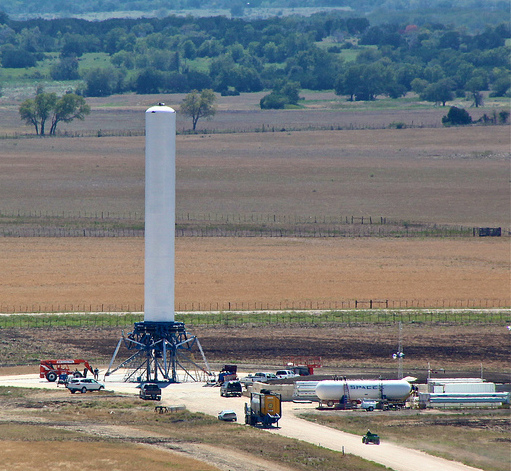
Grasshopper, 12 вересня 2012 року

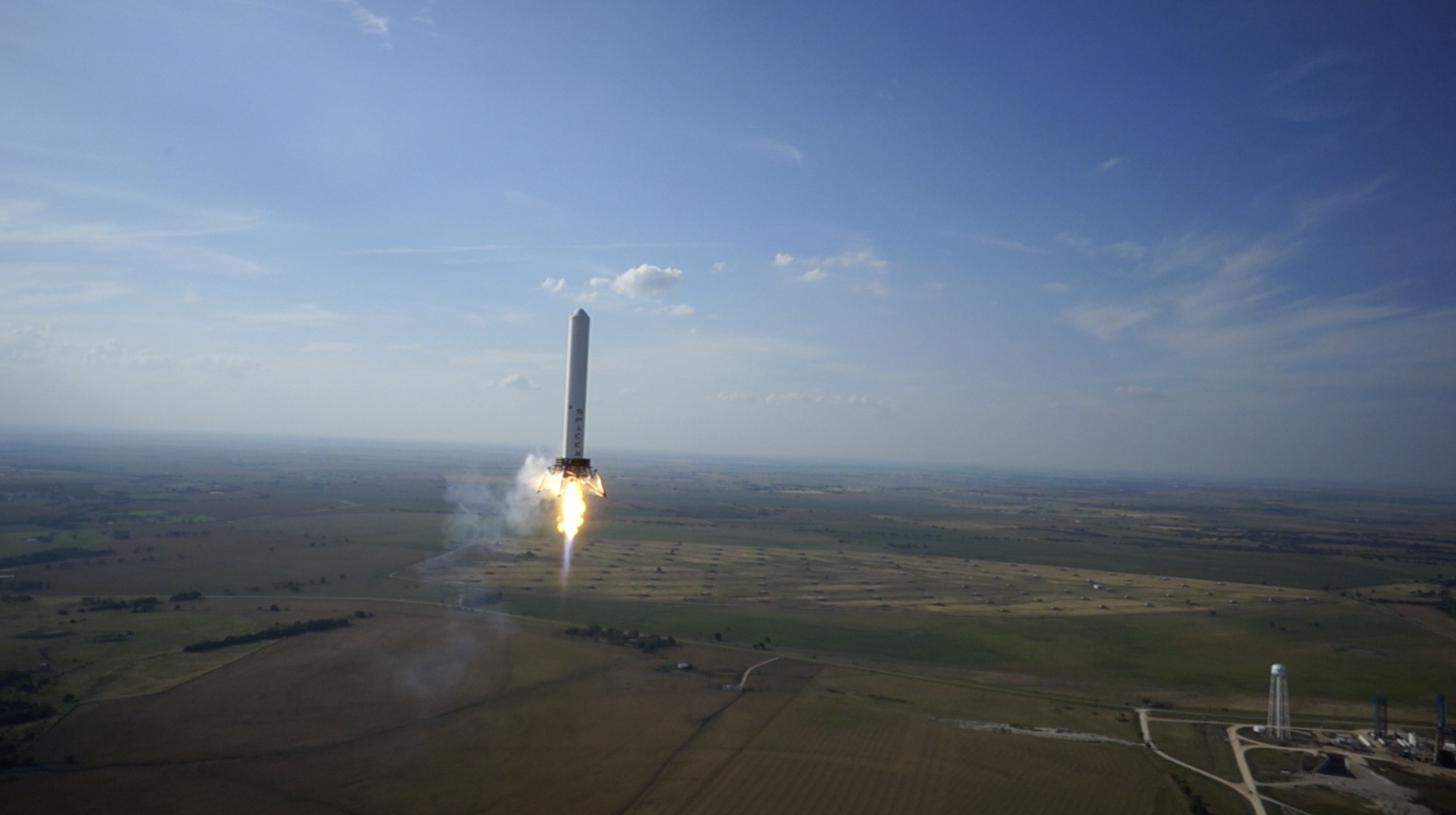
Grashopper, Тестовий політ на висоту 325 м, 14 червня 2013 року

Grasshopper (англ. Коник) та Falcon 9 Reusable Development Vehicle (англ. Багаторазова випробувальна ракета Сокіл 9, скорочена назва — F9R Dev, початкова назва — Grasshopper v1.1) — багаторазова ракета з вертикальним зльотом і посадкою, літальний стенд, збудований з метою розробки і тестування технологій, необхідних компанії SpaceX для створення багаторазових ракетних систем. Про створення Grasshopper було оголошено в 2011 році, а уже в 2012 році почались випробування зльоту і посадки на малій висоті та швидкості.
Grasshopper використовувалась компанією SpaceX з метою розвитку багаторазових ракет Falcon 9 і Falcon Heavy, яким потрібна вертикальна посадка першого ступеня з напівпорожніми баками та двигунами.
Grasshopper є одним із елементів тестової програми багаторазової транспортної системи, яка складається з випробувань на малій висоті і низькій швидкості на полігоні SpaceX у штаті Техас, а також висотних і високошвидкісних випробувань з регульованою швидкістю спуску під час завершення комерційних програм польоту ракет-носіїв Falcon 9, починаючи з середини 2013 року,

## Історія
Про Grasshopper вперше публічно було оголошено у третьому кварталі 2011 року, коли журналісти вперше написали про нього після аналізу нормативних документів уряду США про космічні запуски.
Невдовзі після цього, SpaceX підтвердила існування програми розвитку такого транспортного засобу, і планувала почати тестові польоти в 2012 році. Grasshopper почав льотні випробування у вересні 2012 року з короткого 3-секундного стрибка на полігоні компанії в Техасі, за ним відбувся другий 8-секундний стрибок у листопаді того ж року, при цьому він взяв на стенді висоту близько 5,4 метра від землі, третій політ був виконаний у грудні 2012 року з результатом 29 секунд і висотою 40 метрів. 
Програма льотних випробувань продовжується в 2013 році.
У лютому 2012 року SpaceX оголосила, про плани здійснити декілька вертикальних злетів і вертикальних посадок під час випробних польотів протягом року та надії подолати надзвуковий бар’єр у четвертому кварталі. SpaceX
не розкрила інших подробиць про плани запуску Grasshopper, але генеральний директор Ілон Маск підтвердив, що частина висотних випробувань може пройти на ракетному полігоні White Sands у Нью-Мексико.
У червні 2012 SpaceX оголосила про намір виконати перший випробний політ «протягом найближчих пари місяців». Оновлені фотографії ракети на тестовому полігоні з’явились у статті з  новиною 11 вересня 2012 року, а тестова програма
польотів почалась 21 вересня 2012 року.
Починаючи з жовтня 2012 року SpaceX обговорювала розвиток другого покоління транспортної системи Grasshopper, яка б мала полегшені опорні ноги, що складаються по боках ракети та інший відсік двигуна, майже на 50 % більший, ніж у
першому поколінні Grasshopper.

## Опис
У стадії розробки знаходяться дві версії транспортної системи Grasshopper.

### Grasshopper v1.0
Коли опис Grasshopper вперше з’явилось у вересні 2011 року, ракета складалась із баку першого ступеня Falcon 9, одного двигуна Merlin-1D, чотирьох сталевих посадкових ніг і опорної конструкції, додаткові баки тиску кріпилися до опорної конструкції, вся ракета мала висоту 32 метри. Фотографії, представлені у вересні 2012 року, показали більш складну посадкову систему, з баком і ракетним двигуном, як описано вище.
Grasshopper може приземлятися з точністю вертольота.
7 жовтня 2013 року Grasshopper v1.0 здійснив восьмий і останній політ, досягнувши висоти 744 метри.

### Grasshopper v1.1
У жовтні 2012 року у SpaceX оголосили про другу версію Grasshopper, яка матиме відкидні посадкові ноги і буде збудована на базі більш довгої платформи Falcon v1.1. Станом на березень 2013 року v1.1 Grasshoper складатиметься з баку першого ступеня ракети Falcon 9 v.1.1, саме він буде використаний у кваліфікаційних випробуваннях у Техасі в рамках SpaceX Rocket Development and Test Facility протягом останніх декількох місяців. Його буде використано
у якості наступного Grasshopper з посадковими ногами, пристосованими для польоту. Тестована система отримає назву v.1.1 Grasshopper, а тестові польоти будуть проводитися лише на ракетному полігоні White Sands у Нью-Мексико, на висотах близько 91 км.

## Програма випробних польотів
Льотні випробування будуть включати дозвукові і надзвукові польоти.
З опублікованої у 2011 році інформації можна зробити висновок, що дозвукові випробні польоти виконуватимуться на полігоні SpaceX McCregor у штаті Техас в три етапи, з максимальною висотою польоту від 200 до 3500 метрів, протягом від 45 до 160 секунд (від 0,75 до 2,7 хв.). Як очікується, випробування продовжуватимуться до трьох років, ініціатива FAA дозволяє виконувати до 70 суборбітальних запусків на рік. Компанією SpaceX був збудований пусковий комплекс у формі напіварки для
супроводу програми випробних польотів. У вересні 2012 року SpaceX оголосила, що вони просили у FAA дозволу на збільшення висоти деяких з перших тестових польотів.
Надзвукові льотні випробування могли початися уже в кінці 2012 року на полігоні White Sands або McGregor у Техасі, але ніяких подробиць компанія не надала.
Перший випробний політ, названий журналістом Кларком Ліндсі «Короткий стрибок», відбувся: 21 вересня 2012 року. Стрибок напівпустого ступеня ракети-носія був висотою 1,8 м і продовжувався 3 секунди.
«З нетерпінням чекаємо наступного року», заявив генеральний директор Ілон Маск у листопаді 2012 року:

Протягом найближчих декількох місяців, ми поступово збільшуватимемо висоту і швидкість; я впевнений, що цей шлях не буде простим, нам надзвичайно пощастить, якщо вдасться уникнути невдач. Вертикальна посадка є надзвичайно важливим проривом — екстремальне, швидке повторне використання.
Оригінальний текст (англ.)
Over the next few months, we’ll gradually increase the altitude and speed, I do think there probably will be some craters along the way; we’ll be very lucky if there are no craters. Vertical landing is an extremely important breakthrough — extreme, rapid reusability.

Тоді у березні 2013 року Маск говорив, що в SpaceX сподіваються досягнути гіперзвукової швидкості до кінця 2013 року.

### Етапи випробувань
У SpaceX визначили декілька етапів випробувань.
Етап 1: Метою етапу є перевірка загальної здатності Grasshopper на виконання багаторазової (VTVL) місії. Під час фази 1 Grasshopper буде запущений і підніметься до 70 метров над рівнем землі, а потім зменшить тягу і
спуститься, приземлившись назад на майданчик приблизно через 45 секунд після старту.
Етап 2: В ракету буде завантажено трохи менше палива і буде використаний інший профіль тяги, а максимальна висота буде збільшена до 200 метрів, все ще нижче класу E повітряного простору (за FAA). Тривалість польоту під час фази 2 — знову приблизно 45 секунд.
Етап 3: Метою фази 3 є перевірка здатності Grasshopper виконати багаторазову місію (VTVL) на великих висотах і більших швидкостях підйому і спуску. Щоб цього досягти, максимальна висота місії буде поступово
збільшена з 200 метрів до 3500 метрів. Послідовність висот всього випробування була б 365 метрів, 760 метрів, 5000 футів, 1500 метрів і 3500 метрів. Максимальна тривалість тестового польоту буде складати приблизно
160 секунд.

### Тестові польоти
| Етап | Тест № | Дата       | Висота | Тривалість                           | Примітки |
| ---- | ------ | ---------- | ------ | ------------------------------------ | --- |
| 1    | 1      | 2012-09-21 | 1,8 м. | 3 с.                                 | |
| 1    | 2      | 2012-11-01 | 5,4 м. | 8 с.                                 | |
| 1    | 3      | 2012-12-17 | 40 м.  | 29 с.                                | Перший політ з манекеном ковбоя |
| 1    | 4      | 2013-03-07 | 80 м.  | 34 с.                                | Відношення тяги до ваги перевищує одиницю                                                                                          |
| 2    | 5      | 2013-04-17 | 250 м. | 61 с. [джерело не вказане 4470 днів] | Політ виконувався під час сильного вітру                                                                                           |
|      | 6      | 2013-06-14 | 325 м. | 68 с.                                | |
|      | 7      | 2013-08-13 | 250 м  | 60 с.                                | Ракета вперше здійснила маневр зі зміщенням вбік на 100 м на висоті 250 м, після чого опустилась назад в центр злітного майданчика |
|      | 8      | 2013-10-07 | 744 м  | 79 с.                                | Останній політ Grasshopper v1.0.                                                                                                   |

### Льотні випробування над водою
У березні 2013 року у SpaceX оголосили, що, починаючи з першого польоту подовженої версії ракети-носія Falcon 9 або загального шостого польоту Falcon 9, який заплановано на червень 2013 року, кожен перший ступінь буде оснащений обладнанням для керованого спуску. У SpaceX мають намір випробувати зворотний імпульс двигуном над водою і «будуть продовжувати виконувати такі тести, доки не зможуть повертатися на місце запуску і приземлятися за допомогою двигуна. Компанія очікує декілька невдач перш ніж навчиться робити це правильно».
У польоті, який відбувся рано влітку 2013 року, після стадії розділення перший розгінний ступінь зробив імпульс, щоб сповільнитися, а потім другий імпульс — перед тим, як досягнув води. Коли всі надводні тести завершаться, перші ступені будуть летіти назад до місця старту і виконувати посадку за допомогою двигуна, можливо, уже в середині 2014 року. Надводні тести будуть відбуватися як у Тихому, так і в Атлантичному океанах, на південь від бази ВПС Ванденберг і на схід від мису Канаверал.
У SpaceX не очікують успішного відновлення першого ступеня після перших декількох тестових запусків.
2015
З п’ятої спроби SpaceX вдалося здійснити вертикальну посадку першого ступеня ракети-носія Falcon 9 на плавучу платформу в океані. До цього компанії вдавалося приземлити її лише на суші. Апарат доставляв вантажний модуль Dragon до Міжнародної космічної станції, запуск відбувся з космодрому на мисі Канаверал о 23:43 по київському часу 8 квітня.